# Полтавка (Пологівський район)
Полта́вка (до 1946 року — Санжарівка) — село в Україні, у Малинівській сільській громаді
Пологівського району Запорізької області. Населення становить 16 осіб. До 2016 року орган місцевого самоврядування — Полтавська сільська рада.

## Географія
Село Полтавка розташоване за 124 км від обласного центру та 46 км від районного центру, на березі річки Янчул (переважно на лівому березі), вище за течією на відстані 1 км розташоване село Малинівка, нижче за течією на відстані 3 км розташоване село Новомиколаївка, на протилежному березі — село Охотниче. Селом течуть декілька пересихаючих струмків із загатами.

## Історія
Село засноване на початку XIX століття вихідцями з містечка Санжар Полтавської губернії (нині — Решетилівка Полтавського району Полтавської області).
Під час організованого радянською владою Голодомору 1932—1933 років померло щонайменше 205 жителів села.

### У Незалежній Україні
3 серпня 2018 року Полтавська сільська рада, в ході децентралізації, разом з іншими сільськими радами об'єдналась в Малинівську сільську громаду.
12 червня 2020 року, відповідно до Розпорядження Кабінету Міністрів України від № 713-р «Про визначення адміністративних центрів та затвердження територій територіальних громад Запорізької області», село увійшло до складу Малинівської сільської громади.
17 липня 2020 року, в результаті адміністративно-територіальної реформи та ліквідації Гуляйпільського району, село увійшло до складу Пологівського району.

### Російське вторгнення в Україну (з 2022)
26 червня 2022 року російські окупанти знищили вщент двоповерховий сільський Будинок культури, який до російського вторгнення в Україну збирав односельців на найрізноманітніші концерти та урочисті заходи.

## Населення
Відповідно з переписом УРСР 1989 року чисельність наявного населення села становила 1173 особи, з яких 511 чоловіків та 662 жінки.
За переписом населення України 2001 року в селі мешкали 1104 особи.

### Мова
Розподіл населення за рідною мовою за даними перепису 2001 року:
| Мова       | Відсоток |
| ---------- | -------- |
| українська | 93,89 %  |
| російська  | 6,02 %   |
| білоруська | 0,09 %   |

## Об'єкти соціальної сфери
- Середня загальноосвітня школа.
- Школа-інтернат.
- Амбулаторія.

## Постать
- Білий Іван Володимирович (1921—1988) — громадський діяч, ветеран Другої світової війни, кавалер 5-ти орденів.
- Шумак Максим Васильович (1991—2016) — солдат Збройних сил України, учасник російсько-української війни.